# Nokia 500
Il Nokia 500 è uno smartphone prodotto da Nokia.
È stato commercializzato in Italia a partire dal settembre 2011, mentre l'intera gamma di modelli è stata resa disponibile col finire dell'anno. Gli aggiornamenti automatici del sistema operativo a Nokia Belle sono stati pubblicati da metà febbraio 2012 in poi.

## Specifiche
È caratterizzato da un processore a 1 GHz, da uno schermo full touch a 3,2 pollici e da una fotocamera a 5 megapixel; inoltre, ha anche a disposizione la rete 3,5G e la connettività Wi-Fi.
Dispone di una memoria flash di 2 GB, e di un alloggiamento per microSD espandibile sino a 32 GB.
Utilizza il sistema operativo Symbian Belle e supporta applicazioni 3D e 2D. Il sistema operativo fornisce quattro schermate personalizzabili con widget di differenti tipologie e dimensioni. È disponibile una gamma di app per la navigazione, la connettività, i social network.
Con un peso inferiore ai 100 grammi e dimensioni ridotte, permette una comoda portabilità.